# Bouyala
Bouyala est un village de Kabylie de la commune algérienne d'Aït Khellili, dans la wilaya de Tizi Ouzou en Algérie.

## Localisation
Le village de Bouyala se trouve à 7 km de la ville de Mekla, à 30 km de la ville Azazga et à 30 km au sud-est de Tizi Ouzou.
Il est bordé par Akerrou au nord, Ait Zellal à l'est, Bouachir au sud, Agoulmim à l'ouest.